# Skrädning (malm)

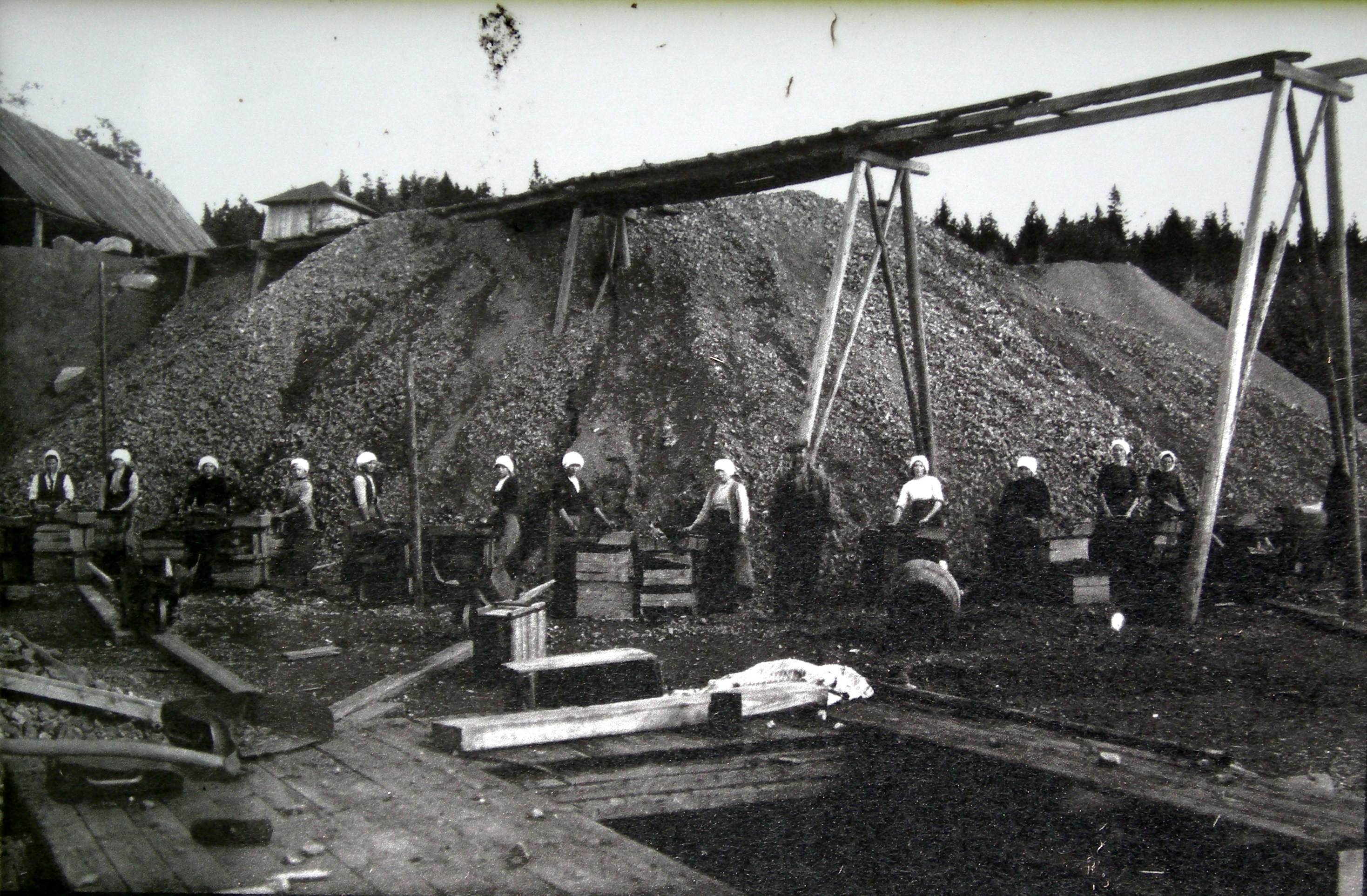
Skräplats i början av 1900-talet

Skrädning av malm är ett manuellt arbetsmoment där man ur det brutna materialet sorterar ut malm rik nog att smälta från malm av låg kvalitet och andra bergarter. Numera sker den allra mesta anrikningen av malm i anrikningsverk så skrädning är en verksamhet som inte förekommer längre vid modern gruvdrift.
Eftersom frakten av malm var arbetskrävande låg oftast platsen för skrädning nära eller i direkt anslutning till gruvans mynning tillsammans med en varphög där den kasserade stenen slängdes. Skrädning var en uppgift för barn och kvinnor eftersom den inte var lika fysiskt påfrestande som övrigt gruvarbete.